# メッシーナ海峡大橋

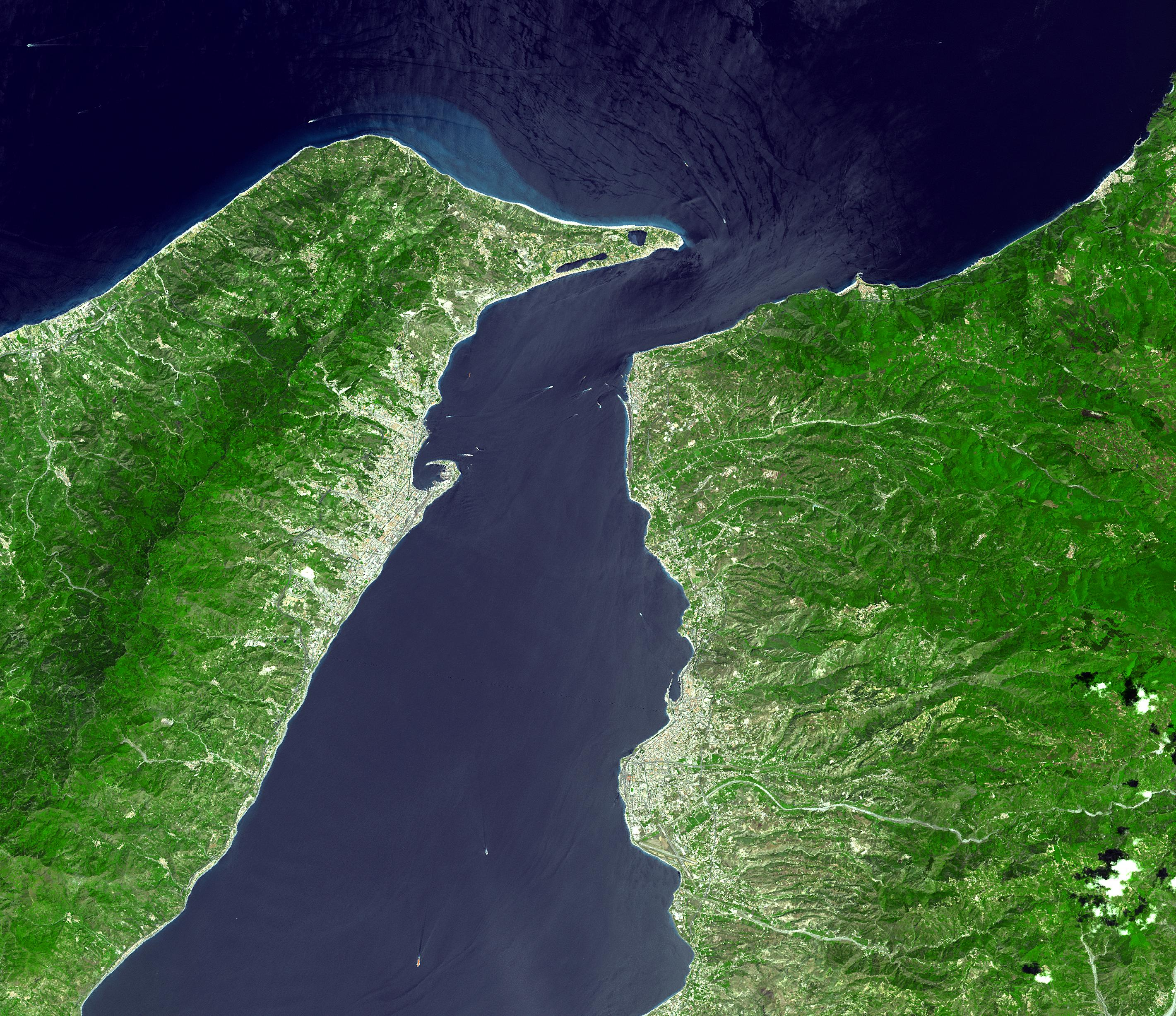
メッシーナ海峡

メッシーナ海峡大橋（メッシーナかいきょうおおはし、イタリア語: Ponte sullo Stretto di Messina、シチリア語: Ponti di Missina）は、イタリア本土とシチリア島を結ぶ、メッシーナ海峡に架かる予定の吊橋である。完成すれば世界最長の吊橋になる。複線の鉄道と、その両脇に片側2車線の道路が設けられ、鉄道・道路併用橋としても世界最長になる予定。

## 世界最長の橋
完成すれば主塔間の距離（スパン）が3,300メートルで、トルコのチャナッカレ1915橋（2,023メートル）を抜き世界最長になる予定であり、主塔の高さも382.6メートルと、フランスのミヨー橋（343メートル）を抜き世界一となる予定。

## 計画の中止
2008年に着工し2015年の完成予定だったが、計画を発表したベルルスコーニ政権からロマーノ・プローディ政権へ2006年に政権交代し、膨大な予算・地震の危険性・マフィアの建設への関与などから橋の建設計画は中止された。
しかし、2008年にロマーノ・プローディ政権が失脚し、計画の復活を公約にしたベルルスコーニ政権が返り咲いた。
計画は復活され、改められた建設計画は2009年着工とし、総事業費は約60億ユーロで2016年の完成を目指すとしていたが、2013年2月26日に予算不足により再び計画は中止となっている。